# Natalie Ganzhorn
Natalie Ganzhorn (* 7. Mai 1998 in Toronto, Ontario) ist eine kanadische Schauspielerin in Film und Fernsehen.

## Leben und Karriere
Die 1998 in Toronto geborene Natalie Ganzhorn kam über einen Umweg zur Schauspielerei. In der Schule schloss sie sich früh dem Debattierteam an und verband so ihre Interessen Geopolitik mit dem öffentlichen Sprechen. Sie vertrat Kanada bei einem internationalen öffentlichen Redewettbewerb und bereiste Länder und Städte wie Litauen, Dubai, Hongkong, Peking oder Südafrika. So begann ihr Interesse an Auftritten und dem Performen vor Publikum.
Ihre Darstellerlaufbahn begann sie 2014 mit Engagements in Fernsehfilmen und Episoden von Serien wie Working the Engels oder Max & Shred. Komplexere TV-Charaktere spielte sie von 2014 bis 2017 in der TV-Serie Mein Comic-Bruder Luke als Morgan, des Weiteren zwischen 2015 und 2016 in 21 Folgen der Serie Make It Pop als Heather Duncan oder von 2019 bis 2020 in elf Episoden der Fernsehminiserie The Set Up, wo sie die Rolle der Cassie verkörperte.
Ihr Debüt auf der Leinwand gab Natalie Ganzhorn 2014 in dem kanadischen Familiendrama Wet Bum unter der Regie von Lindsay MacKay mit Julia Sarah Stone und Kenneth Welsh in den Hauptrollen, 2019 spielte sie die Rolle der Ruth Steinberg in dem von Guillermo del Toro produzierten und von Filmregisseur André Øvredal inszenierten Horrorfilm Scary Stories to Tell in the Dark. Die Hauptrollen des Films waren überwiegend mit talentierten Nachwuchsschauspielern wie Zoe Colletti, Michael Garza, Gabriel Rush und Austin Abrams besetzt.

## Filmografie (Auswahl)

### Filme
- 2014: Wet Bum
- 2019: Scary Stories to Tell in the Dark

### Serien
- 2014: Working the Engels (Fernsehserie, 1 Episode)
- 2014: Doki Adventures (Fernsehserie, 3 Episoden)
- 2014: Max & Shred (Fernsehserie, 1 Episode)
- 2014–2017: Mein Comic-Bruder Luke (Fernsehserie, 17 Episoden)
- 2015–2016: Make It Pop (Fernsehserie, 21 Episoden)
- 2016: The Night Before Halloween (Fernsehfilm)
- 2016: Holiday Joy (Fernsehfilm)
- 2019: Best Intentions (Fernsehfilm)
- 2019–2020: The Set Up (Fernsehminiserie, 11 Episoden)